# Baghdad Messi
Pour plus de détails, voir Fiche technique et Distribution.
Baghdad Messi (arabe : ميسي بغداد, Mysy bġdʾd) est un film dramatique néerlando-belgo-irakien réalisé par Sahim Omar Kalifa et sorti en 2023.
Le film raconte l'histoire d'un jeune Irakien qui, après avoir perdu sa jambe lors d'un attentat terroriste, se bat pour poursuivre sa passion pour le football. Il est basé sur le court-métrage du même nom réalisé en 2012 par le même réalisateur. Il s'agit d'une coproduction entre la Belgique, les Pays-Bas et l'Irak,.

## Synopsis
Hamoudi est un garçon de 11 ans qui adore le football et rêve d'atteindre le niveau de son idole, Lionel Messi. Un jour, il est victime d'une tentative d'attentat-suicide en Irak, qui lui fait perdre une jambe. Alors que ses parents font tout ce qu'ils peuvent pour protéger la famille, Hamoudi est déterminé à se battre pour réaliser son rêve brisé.

## Fiche technique
- Titre français : Baghdad Messi[5],[2]
- Titre original arabe : ميسي بغداد, Mysy bġdʾd[6]
- Réalisation : Sahim Omar Kalifa
- Scénario : Kobe Van Steenberghe, Ruth Mallaerts
- Photographie : Anton Mertens
- Montage : Dorith Vinken
- Musique : Frédéric Vercheval
- Sociétés de production : A Team Productions, 10.80 Films, Column Film , Mitos Film
- Pays de production :  Irak -  Belgique -  Pays-Bas[2]
- Langue de tournage : arabe
- Format : couleurs
- Genre : Drame
- Durée : 88 minutes
- Dates de sortie : 
  - Belgique : 28 janvier 2023 (Festival du film d'Ostende)
  - Irak : 23 février 2024

## Distribution
- Ahmed Mohammed Abdullah : Hamoudi
- Christian Renson : John
- Zahraa Ghandour : Salwa
- Atheer Adel
- Errol Trotman-Harewood : Duncan
- Atheer Adel
- Safa Najem
- Adil Abdulrahman
- Hussein Hassan : Bahoz
- Ravand Zaid : Soldat 1
- Saman Mustefa : Soldat 2
- Bangen Ali : Soldat du point de contrôle

## Production
Le tournage s'est déroulé en 2021 dans la région du Kurdistan irakien, là même où le court métrage homonyme a été tourné.